# Polskie Radio
Polskie Radio és l'empresa pública de ràdio a Polònia. Va ser fundada en 1925 i des de la seva seu a Varsòvia emet a nivell nacional i internacional (Polskie Radio dla Zagranicy).

## Història

### Inicis de la ràdio a Polònia

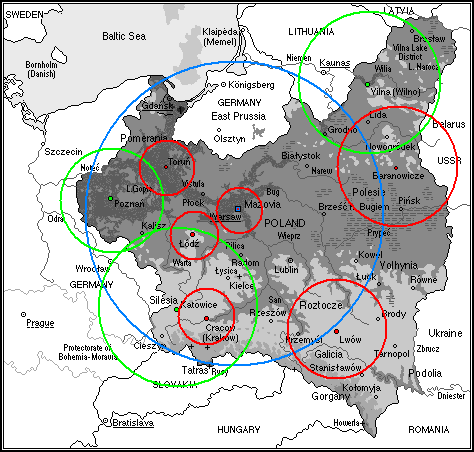
Abast dels transmissors de Polskie Ràdio en 1939, abans de la invasió.

Les primeres emissions de ràdio en Polònia van tenir lloc l'1 de febrer de 1925 a càrrec de la Polskie Towarzystwo Radiotechniczne («Societat Polonesa de Radiodifusió»), a través d'un emissor d'ona mitjana s Varsòvia, Mesos després, el 18 d'agost de 1925, es va constituir l'empresa Polskie Radio, les emissions regulars de la qual van començar el 18 d'abril de 1926.
En 1931 es va alçar a Raszyn, als afores de Varsòvia, un poderós transmissor d'ona llarga (120 quilowatts) que donava cobertura del primer canal al 90% del territori nacional. A més, es van establir nou estacions regionals:
- Cracòvia (15 de febrer de 1927)
- Poznań (24 d'abril de 1927)
- Katowice (4 de desembre de 1927)
- Wilno (15 de gener de 1928)
- Lwów (15 de gener de 1930)
- Łódź (2 de febrer de 1930)
- Toruń (15 de gener de 1935)
- Varsòvia II (1 de març de 1937, senyal regional)
- Barànavitxi (1 de juliol de 1938)

D'altra banda, la ràdio internacional Polskie Radio dla Zagranicy («Ràdio Polonesa per a l'Exterior») va començar les seves transmissions en polonès i anglès per ona curta l'1 de març de 1936.
La programació de la ràdio nacional de Polònia comptava amb alguns de més destacats membres de la cultura polonesa, com el compositor Grzegorz Fitelberg (director de la Orquestra Simfònica Nacional), l'escriptor Jan Parandowski, el doctor Janusz Korczak i el pianista Władysław Szpilman. No obstant això, aquest mitjà va haver de cessar la seva activitat per culpa de la Segona Guerra Mundial. L'1 de setembre de 1939 es va produir la invasió alemanya de Polònia, i una setmana després el exèrcit nazi va destruir el transmissor de Raszyn. L'emissora Varsòvia II es va convertir en el senyal polonès fins que els alemanys la van tancar el 30 de setembre.

### Restabliment de Polskie Radio
El 22 de novembre de 1944, el govern de Lublin va publicar un decret que restablia l'activitat de Polskie Radio. Durant els últims anys de la guerra, l'objectiu era reconstruir els transmissors eliminats en les zones sota control polonès. Varsòvia va ser alliberada al gener de 1945 i la seu s'hi va traslladar allí immediatament. A l'octubre de 1945, després que acabés la Segona Guerra Mundial, es van reprendre les emissions a l'exterior a través de l'emissora d'ona curta Warszawa III.
El govern de la República Popular de Polònia va crear en 1948 el Comitè de Ràdio, més tard Comitè de Ràdio i Televisió en assumir el control de la televisió pública. El 3 d'octubre de 1949 van començar les emissions del Segon Programa, especialitzat en música clàssica, mentre que el Primer Programa va assumir una oferta informativa i d'entreteniment, amb destacats serials com Matysiakowie (en emissió des de 1956) i W Jezioranach (des de 1960). A aquests dos senyals els van seguir una tercera cadena de música contemporània (1 d'abril de 1962) i una quarta amb caràcter educatiu (2 de gener de 1976).
En 1974 es va inaugurar la torre de ràdio de Varsòvia, al seu moment la construcció més alta del món pels seus 646 metres d'altura. Aquesta torre es va esfondrar en 1991, i s'hagué recuperar l'antiquat transmissor de Raszyn.
L'arribada de la democràcia a Polònia va canviar els mitjans de comunicació públics. El nou govern va eliminar el Comitè de Ràdio i Televisió i el va substituir per dues societat anònimes de titularitat estatal: Polskie Radio i Telewizja Polska (TVP). Tots dos van ingressar en la Unió Europea de Radiodifusió l'1 de gener de 1993.

## Serveis

### Ràdio nacional
Les següents emissores poden sintonitzar-se en freqüència modulada e internet:
- Polskie Radio Program I («Jedynka»): emissora generalista amb informació i música.
- Polskie Radio Program II («Dwójka»): emissora cultural i de música clàssica.
- Polskie Radio Program III («Trójka»): emissora dedicada a la música.
- Polskie Radio 24: canal d'informació contínua, produït per l'agència de notícies Informacyjna Agencja Radiowa.

Les següents emissores només estan disponibles en DAB e internet:
- Polskie Radio Program IV («Czwórka»): ràdio juvenil.
- Polskie Radio Rytm: canal amb música i boletins informatius.
- Polskie Radio Dzieciom: emissora dirigida a la infantesa.

### Ràdio internacional
```
també coneguda pel seu nom anglès Radi Poland. Les seves emissions van començar en 
1936
. En l'actualitat ofereix butlletins, programes especials i un portal web d'informació sobre el país en set idiomes: 
polonès
, 
anglès
 (amb senyal propi), 
alemany
, 
rus
, 
belarús
 i 
ucraïnès
.
```

Encara que el canal ja no existeix, Polskie Radio va ser durant dècades una de les poques radiodifusores que donava servei en esperanto.

### Estacions regionals
Polskie Ràdio opera 17 emissores regionals en tot el país, agrupades des de 2001 en la xarxa d'intercanvi de programes «Audytorium 17»:
| - Polskie Radio RDC (Varsòvia) - Radio Białystok - Radio Gdansk - Radio Katowice - Radio Kielce | - Radio Koszalin - Radio Kraków - Radio Lublin - Radio Łódź | - Radio Merkury (Poznań) - Radio Olsztyn - Radio Opole - Radio Pomorza i Kujaw (Bydgoszcz) | - Radio Rzeszów - Radio Szczecin - Radio Wrocław - Radio Zachód (Zielona Góra) |